# Catégorie complète
En mathématiques, une catégorie complète est une catégorie dans laquelle toutes les petites limites existent. Autrement dit, une catégorie C est complète si tout diagramme F : J → C (où J est petite) a une limite dans C. Duallement, une catégorie cocomplète est une catégorie dans laquelle toutes les petites colimites existent. Une catégorie bicomplète est une catégorie à la fois complète et cocomplète.
L'existence de toutes les limites (même lorsque J est une classe propre) est trop forte pour être pertinente en pratique. Toute catégorie possédant cette propriété est nécessairement une catégorie mince : pour deux objets quelconques, il peut y avoir au plus un morphisme d'un objet à l'autre.
Une forme plus faible de complétude est celle de complétude finie. Une catégorie est finiment complète si toutes les limites finies existent (c'est-à-dire les limites des diagrammes indexés par une catégorie J ayant un ensemble fini d'objets). Duallement, une catégorie est finiment cocomplète si toutes les colimites finies existent.

## Théorèmes
Il découle du théorème d'existence des limites qu'une catégorie est complète si et seulement si elle a des égaliseurs (de toutes les paires de morphismes) et tous les (petits) produits. Puisque les égaliseurs peuvent être construits à partir de produits fibrés et de produits binaires (considérer le produit fibré de (f, g) le long de la diagonale Δ), une catégorie est complète si et seulement si elle a des produits fibrés et des produits.
Duallement, une catégorie est cocomplète si et seulement si elle a des coégaliseurs et tous les (petits) coproduits, ou, de manière équivalente, des sommes amalgamées et des coproduits.
La complétude finie peut être caractérisée de plusieurs façons. Pour une catégorie C, les propriétés suivantes sont équivalentes :
- C est finiment complète,
- C a les égaliseurs et tous les produits finis,
- C a les égaliseurs, les produits binaires et un objet final,
- C a des produits fibrés et un objet final.

Les assertions duales sont également équivalentes.
Une petite catégorie C est complète si et seulement si elle est cocomplète. Une petite catégorie complète est forcément mince.
Une catégorie mince  a tous les égaliseurs et coégaliseurs. Elle est donc (finiment) complète si et seulement si elle a tous les produits (finis), et duallement pour la cocomplétude. Sans la restriction de finitude, une catégorie mince avec tous les produits est automatiquement cocomplète, et duallement, par un théorème sur les treillis complets.

## Exemples et contre-exemples
- Les catégories suivantes sont bicomplètes :
  - Ens, la catégorie des ensembles
  - Top, la catégorie des espaces topologiques
  - Grp, la catégorie des groupes
  - Ab, la catégorie des groupes abéliens
  - Ann, la catégorie des anneaux
  - K-Vect, la catégorie des espaces vectoriels sur un corps K
  - A-Mod, la catégorie des modules sur un anneau commutatif A
  - CmptH, la catégorie de tous les espaces compacts
  - Cat, la catégorie de toutes les petites catégories
  - sEns, la catégorie des ensembles simpliciaux [2]
- Les catégories suivantes sont finiment complètes et finiment cocomplètes mais ni complètes ni cocomplètes :
  - La catégorie des ensembles finis
  - La catégorie des groupes abéliens finis
  - La catégorie des espaces vectoriels de dimension finie
- Toute catégorie (pré)abélienne est finiment complète et finiment cocomplète.
- La catégorie des réseaux complets est complète, mais pas cocomplète.
- La catégorie des espaces métriques, Met, est finiment complète, mais n'a ni coproduits binaires ni produits infinis.
- La catégorie des corps, Corps, n'est ni finiment complète ni finiment cocomplète.
- Un ensemble partiellement ordonné, considéré comme une petite catégorie, est complet (et cocomplet) si et seulement si c'est un treillis complet.
- La classe partiellement ordonnée de tous les nombres ordinaux est cocomplète mais pas complète (puisqu'elle n'a pas d'objet final).
- Un groupe, considéré comme une catégorie à un seul objet, est complet si et seulement s'il est trivial. Un groupe non trivial a des produits fibrés et des sommes amalgamées, mais pas de produits, de coproduits, d'égaliseurs, de coégaliseurs, d'objets finaux ou d'objets initiaux.